# Ricardo Mangas
Ricardo Luís Chaby Mangas (ur. 19 marca 1998 w Lizbonie) – portugalski piłkarz występujący na pozycji obrońcy w portugalskim klubie Boavista FC. Wychowanek Benfiki, w trakcie swojej kariery grał także w takich zespołach, jak Aves, Mirandela oraz Girondins Bordeaux. Młodzieżowy reprezentant Portugalii.